# Kamínia
 (signalé en mai 2025).
Si vous disposez d'ouvrages ou d'articles de référence ou si vous connaissez des sites web de qualité traitant du thème abordé ici, merci de compléter l'article en donnant les références utiles à sa vérifiabilité et en les liant à la section « Notes et références ».
- Archive Wikiwix
- Bing
- Cairn
- DuckDuckGo
- E. Universalis
- Gallica
- Google
- G. Books
- G. News
- G. Scholar
- Persée
- Qwant
- (zh) Baidu
- (ru) Yandex
- (wd) trouver des œuvres sur Wikidata

Kamínia, en grec moderne : Καμίνια, est l'un des quartiers populaires et ouvriers les plus connus du Pirée en Grèce. Il s'étend à l'arrière, au nord, de l'usine de tabac Keránis (el), de la rue Pireós au quartier de Léfka et à l'ouest jusqu'à Paleá Kokkiniá.